# Esperanza Guisán Seijas
Esperanza Guisán Seijas (La Corunya, 23 d'abril de 1940 - Santiago de Compostel·la, 27 de novembre de 2015) va ser una filòsofa, catedràtica universitària i assagista espanyola, coneguda per haver estat la introductora de l'utilitarisme contemporani a Espanya i difusora d'una ètica informada per la justícia, la felicitat i el benestar.
Membre d'una família molt nombrosa, primogènita de deu germans, va cursar estudis primer a la Escuela de Altos Estudios Mercantiles de La Corunya per indicació del seu pare, que tenia un taller de fusta. Després de treballar com a auxiliar administrativa i professora d'anglès, va obtenir una beca d'una caixa d'estalvis gallega que li va permetre complir el seu somni d'anar a la universitat i, amb vint anys, es va matricular a la Universitat de València on va cursar Filosofia pura. Amb una beca de la Fundación Juan March i fent classes particulars, va poder doctorar-se el 1976 amb la tesi, Necesidad de una crítica de la razón pura práctica. Va tornar a Galícia aquest mateix any i es va incorporar com a professora agregada d'Ètica a la Universitat de Santiago de Compostel·la (USC), on va aconseguir la càtedra de Filosofia Moral i Política el 1987.
Des de la universitat es va vincular a l'estudi de l'ètica i de l'utilitarisme, especialment al pensament de John Stuart Mill, del que va traduir a l'espanyol algunes obres i va prologar vàries. El seu pensament la va portar a la defensa d'una ètica laica, que entronqués amb la felicitat, la justícia i el benestar. Va entendre l'utilitarisme en el seu sentit més original, com la defensa de la pròpia felicitat i la felicitat de tots els altres, en el que es considera una ètica que acaba per desembocar en la política. Així, també va entendre la democràcia com una cosa més que un mer sistema instrumental, fet pel qual resultava imprescindible que quedés «eticada». Va ser una ferma defensora del laïcisme i activa en la incorporació en l'ensenyament de l'assignatura d'Educació per a la Ciutadania.
De la seva mà es va introduir a Espanya el coneixement més profund de l'utilitarisme, del que va ser, no solament una defensora, sinó també una gran divulgadora. Entorn d'aquest objectiu va crear les revistes Telos i Ágora, i va aconseguir que emergís una xarxa de deixebles i interessats que continuen aquesta labor. Del conjunt de les seves obres, destaquen Razón y pasión en ética, Los dilemas de la ética contemporánea, Introducción a la ética, Manifiesto hedonista (que ha estat considerat un tractat de la felicitat), Ética sin religión y Más allá de la democracia.
Esperanza Guisán va ser promotora de la Sociedad de Estudios Utilitaristas a Espanya i presidenta d'honor de la Societat Iberoamericana de Estudios Utilitaristas.